# Вайт-Салфер-Спрінгс (Західна Вірджинія)
Вайт-Салфер-Спрінгс (англ. White Sulphur Springs) — місто (англ. city) в США, в окрузі Ґрінбраєр штату Західна Вірджинія. Населення — 2221 особа (2020).

## Географія
Вайт-Салфер-Спрінгс розташований за координатами 37°47′47″ пн. ш. 80°18′5″ зх. д. / 37.79639° пн. ш. 80.30139° зх. д. (37.796251, -80.301516).  За даними Бюро перепису населення США в 2010 році місто мало площу 5,13 км², з яких 5,06 км² — суходіл та 0,07 км² — водойми.

## Демографія
Згідно з переписом 2010 року, у місті мешкали 2444 особи в 1131 домогосподарстві у складі 647 родин. Густота населення становила 476 осіб/км².  Було 1414 помешкання (275/км²).
Расовий склад населення:
| - 83,7 % — білих - 13,5 % — чорних або афроамериканців - 0,3 % — азіатів - 0,2 % — корінних американців |

До двох чи більше рас належало 1,8 %. Частка іспаномовних становила 1,3 % від усіх жителів.
За віковим діапазоном населення розподілялося таким чином: 17,9 % — особи молодші 18 років, 59,3 % — особи у віці 18—64 років, 22,8 % — особи у віці 65 років та старші. Медіана віку мешканця становила 45,8 року. На 100 осіб жіночої статі у місті припадало 85,4 чоловіків;  на 100 жінок у віці від 18 років та старших — 83,6 чоловіків також старших 18 років.
Середній дохід на одне домашнє господарство  становив 50 393 долари США (медіана — 30 363), а середній дохід на одну сім'ю — 60 799 доларів (медіана — 31 719). Медіана доходів становила 31 548 доларів для чоловіків та 28 500 доларів для жінок. За межею бідності перебувало 27,4 % осіб, у тому числі 42,1 % дітей у віці до 18 років та 14,6 % осіб у віці 65 років та старших.
Цивільне працевлаштоване населення становило 1039 осіб. Основні галузі зайнятості: мистецтво, розваги та відпочинок — 35,0 %, освіта, охорона здоров'я та соціальна допомога — 18,4 %, роздрібна торгівля — 12,3 %.